# 魚町 (北九州市)

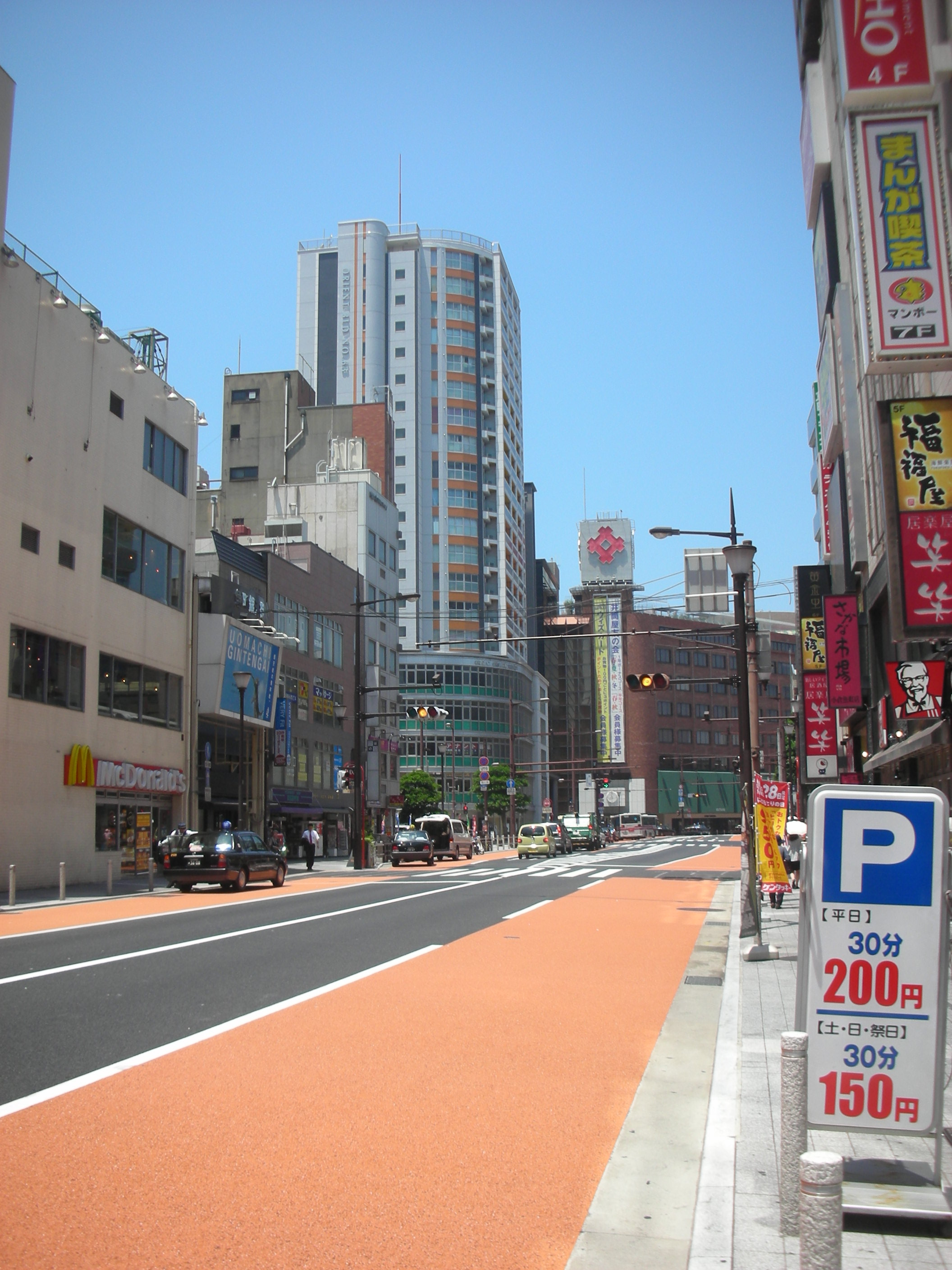
勝山通りの景観（2009年6月16日）

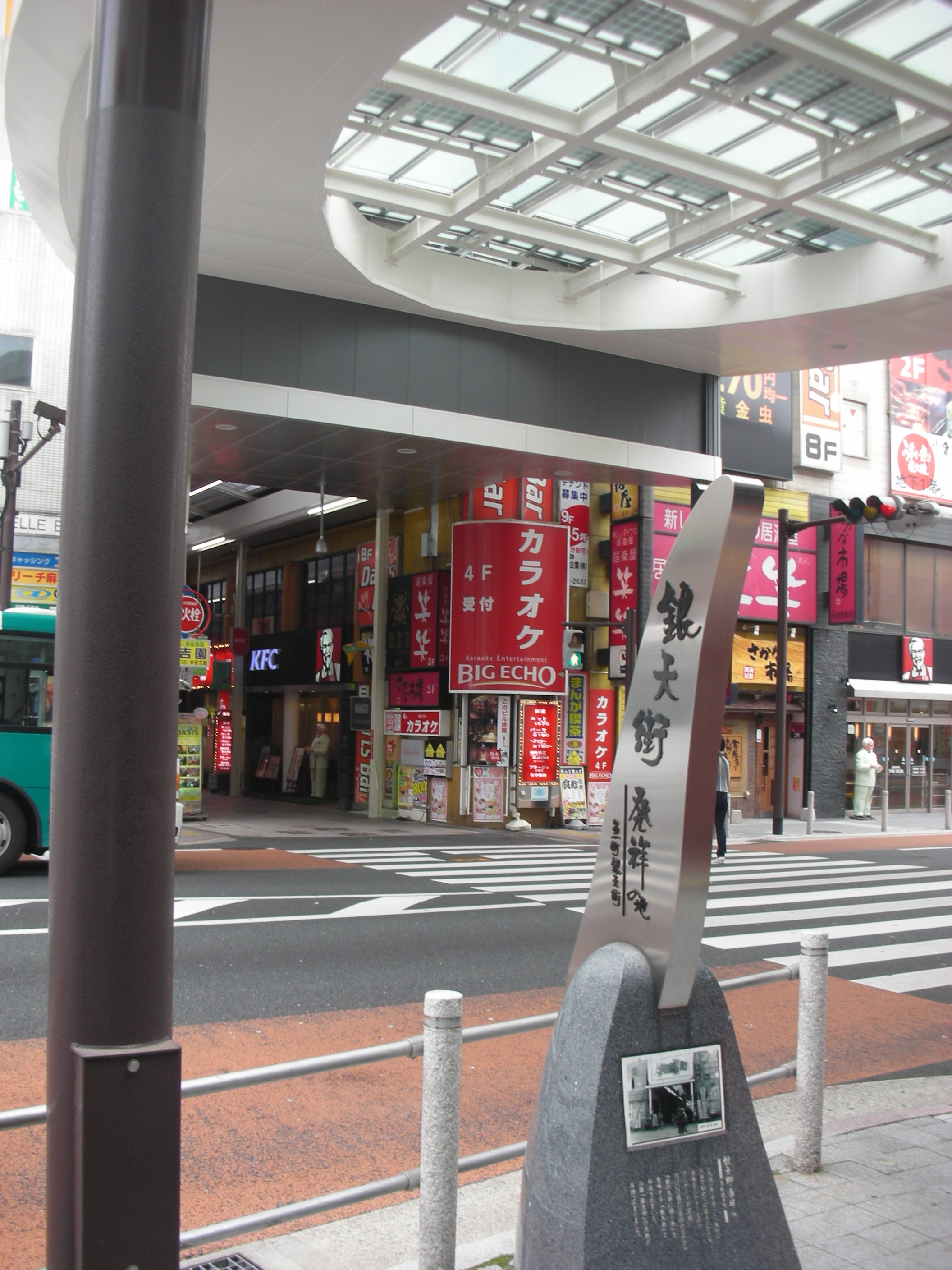
魚町銀天街と「銀天街発祥地」の碑（2010年6月）

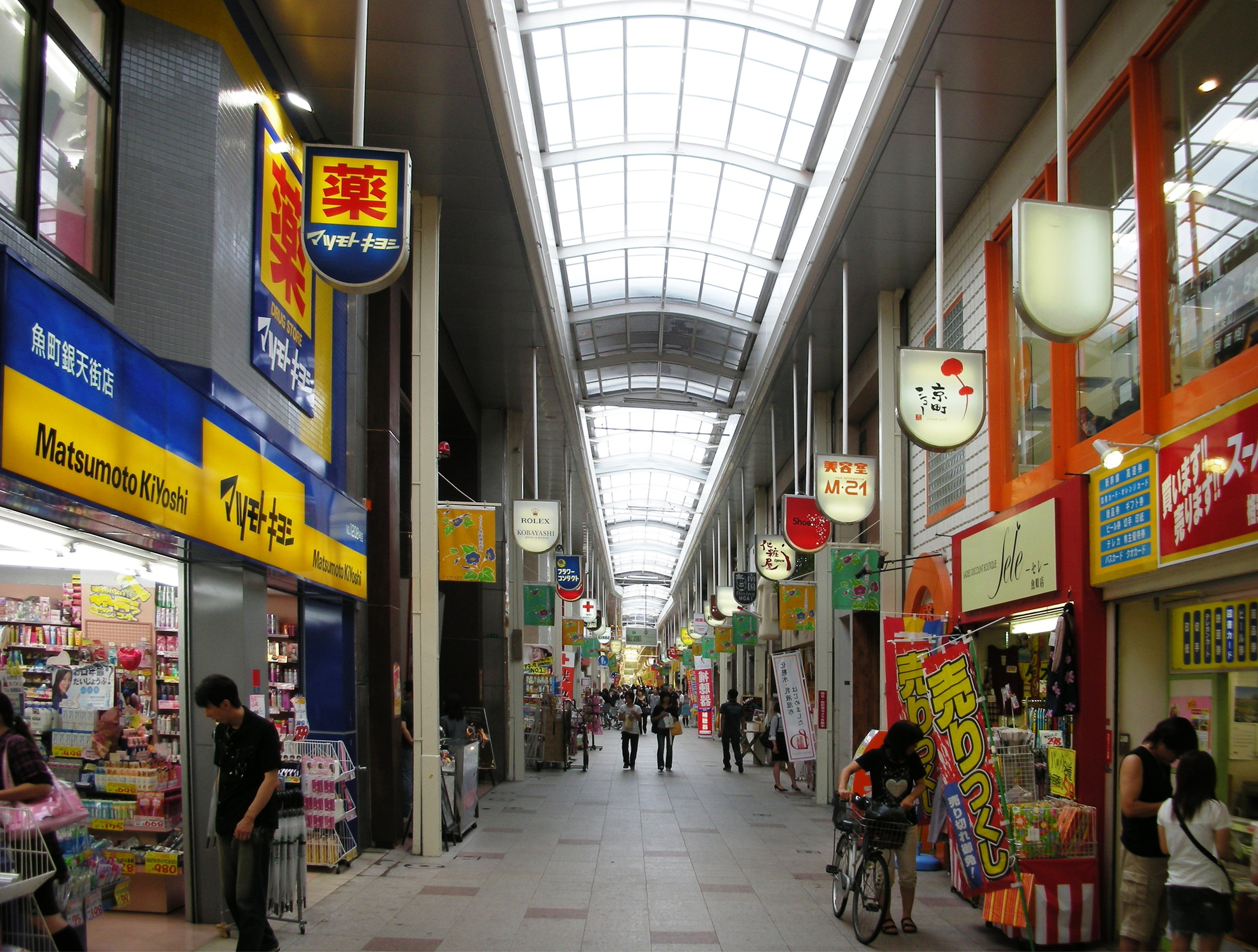
魚町1丁目（魚町銀天街）

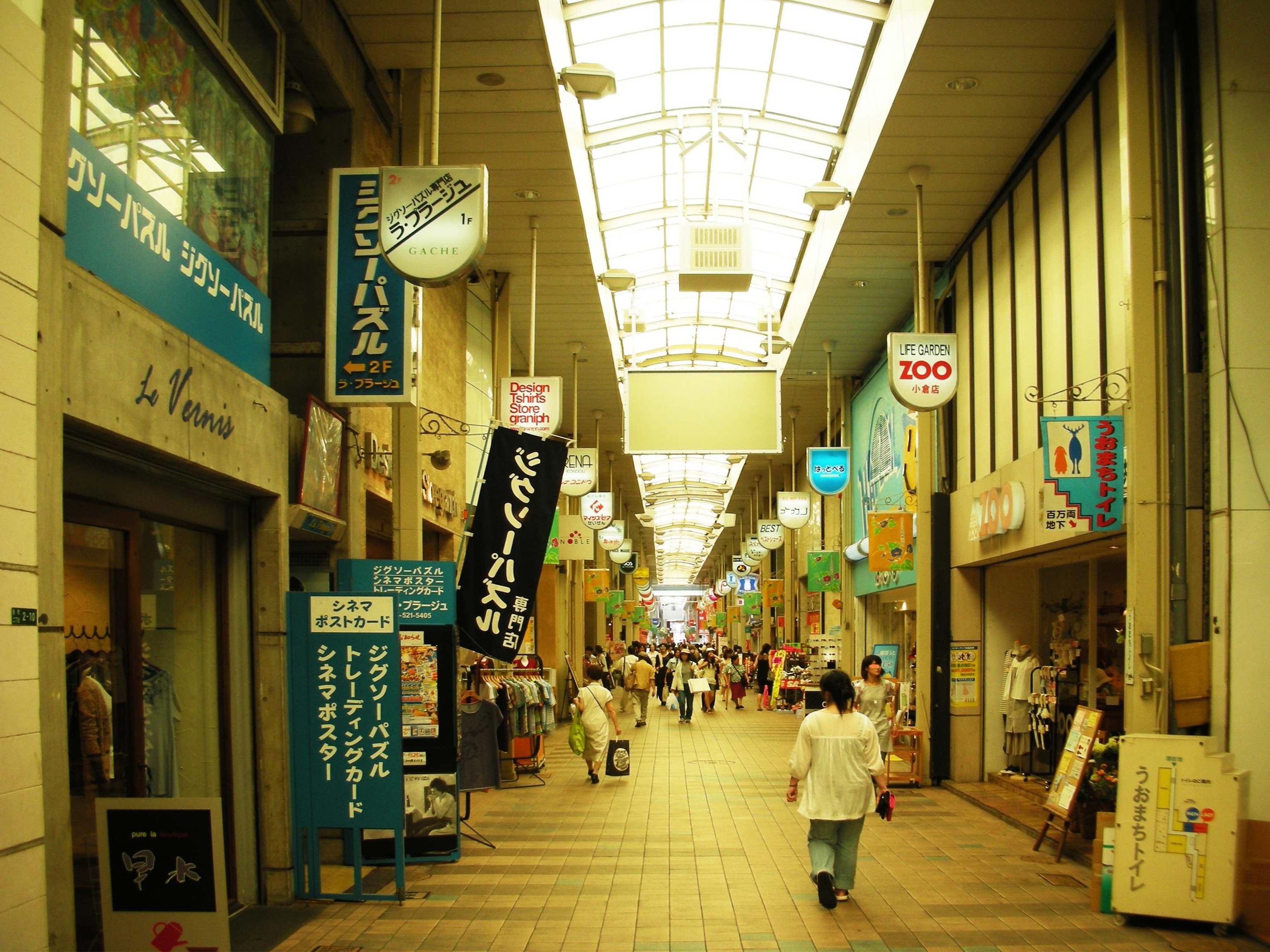
魚町2丁目（魚町銀天街）

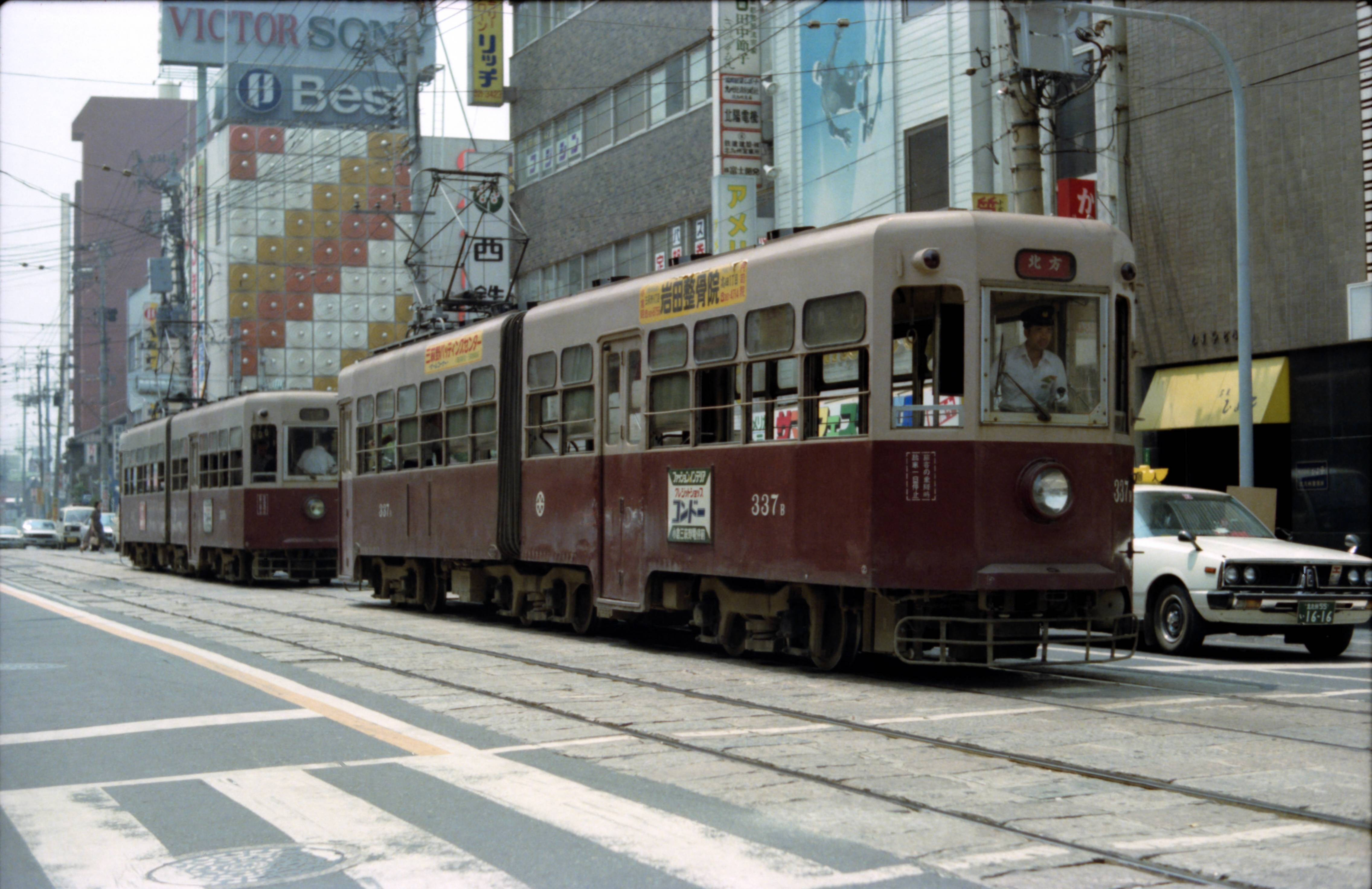
かつての西鉄北九州線（北方線） 魚町電停付近（現在のみかげ通り、1979年8月）

魚町（うおまち）は、福岡県北九州市小倉北区の地名。郵便番号は802-0006。

## 地理
北九州市随一の繁華街である。市内で最も人通りが多く、アーケード商店街と「銀天街」の名称の発祥の地でもある魚町銀天街には多くの店舗が密集しており、路地裏には小規模のファッションショップが並ぶ。2010年3月に勝山通りで分断されている2つのアーケードを連結する事業が完成した。魚町四丁目には「北九州の台所」と呼ばれる旦過市場がある。
町域の東側を通る平和通り沿道には多くの金融機関が立地しており、周辺地域とともに北九州市の中心業務地区を形成している。
町域内を東西に勝山通り（旧電車通り）および小文字通りが貫く。神嶽川を挟んで馬借と、みかげ通りを挟んで船場町と、ちゅうぎん通りと京町銀天街を挟んで京町と、平和通りを挟んで鍛冶町および紺屋町と隣接する。

### 広域地名
小倉駅小倉城口から井筒屋小倉店にかけて広がる繁華街全体の名称として、隣接する京町や船場町近辺まで拡大して呼ばれることが多い。

## 歴史

### 地名の由来
江戸時代に、玄界灘で獲れた魚の荷揚市場がこの地にあったことが町名の由来とされ、小倉城の城下町で使われた町名が現在でも使用されている。なお、近隣の米町・馬借なども魚町と同じく城下町の町名に由来する。

## 施設

### 商業施設等
- 魚町銀天街
- 小倉昭和館（映画館、魚町四丁目）
- 旦過市場（魚町四丁目）
- 鳥町食道街（魚町一丁目）

### 金融機関
かつてはりそな銀行北九州支店が町域内にあったが、現在は鍛冶町へ移転している。また西日本シティ銀行北九州総本部（及び西日本シティTT証券北九州支店）も、旧西日本銀行北九州支店時代からの建物老朽化と拠点整理のため、同じく鍛冶町（旧福岡シティ銀行小倉支店跡）に新ビルを建て移転した。
- SMBC日興証券北九州支店
- 佐賀銀行小倉支店
- 十八親和銀行小倉支店
- 三井住友銀行北九州支店
- 三菱UFJ銀行北九州支店

### 企業
- 北九州シティエフエム本社
- JTB九州北九州支店
- ナフコ本社

## 治安
魚町1丁目から4丁目は、福岡県暴力団排除条例に基づき、暴力団排除特別強化地域に指定されており、暴力団と飲食店等との間でみかじめ料のやりとり、便宜供与などが禁止されている（双方に罰則が有り）。また、地域内に営業所を置く特定接客業者は、所定の標章を掲示することで暴力団員の立入りを禁止することができる。

## 交通
浅野の小倉駅や同駅小倉城口にある小倉駅バスセンターまでは徒歩数分の距離である。

### 鉄道
- 北九州モノレール平和通駅・旦過駅

かつては、勝山通りおよびみかげ通り上に西鉄北九州線（路面電車）の魚町電停があった。

### バス
西鉄バス北九州が町域内を網羅する。各方面からの便が集中する重要拠点の一つである。また、北九州市交通局も勝山通り上を西から東への一方通行となるが市役所発若松方面行を運行している。

### 道路
- 勝山通り（旧電車通り、国道199号）
- 小文字通り（北九州市道）
- ちゅうぎん通り（福岡県道37号小倉港線）
- 平和通り（福岡県道36号小倉停車場線および北九州市道）
- みかげ通り（福岡県道266号三萩野魚町線）